# Dale Horvath
Dale Horvath é um personagem fictício da série em quadrinhos em preto e branco The Walking Dead, onde é apenas chamado de Dale. Ele foi criado pelo escritor Robert Kirkman e pelo artista Tony Moore, e foi interpretado por Jeffrey DeMunn na série de televisão de mesmo nome da AMC. Dale é introduzido em ambas as adaptações como um homem aposentado dono de um motorhome. Ele é mostrado como sendo o membro mais sábio do grupo de sobreviventes, bem como o seu principal centro moral.

## Biografia

### Quadrinhos
Antes do surto, Dale trabalhava como vendedor e foi casado por 20 anos com uma mulher chamada Irma. Após suas aposentadorias individuais, os dois começaram a viajar pelo mundo juntos no trailer recém-adquirido de Dale. Durante os estágios iniciais do apocalipse, Dale perdeu sua esposa para o surto de zumbis.
Dale é introduzido pela primeira vez como um dos sobreviventes localizados no acampamento onde Lori e Carl Grimes estão hospedados, na periferia de Atlanta, e sua RV torna-se o principal veículo do grupo. Dale mostra-se um homem agradável, e assim que conhece Rick Grimes, revela que suspeita de Shane, acreditando que há algo entre ele e Lori. Rick ignora, sob a impressão de que Dale está apenas sendo supersticioso. Mais tarde, ele salva Donna de ser mordida por um zumbi, decapitando-o, e acaba descobrindo que decapitar um zumbi não o mata totalmente. Em uma noite, durante o jantar, Dale revela que, durante a sua viagem a Atlanta, ele encontrou-se com as irmãs Andrea e Amy. A discussão é interrompida quando zumbis atacam o acampamento, o que resulta na morte de Amy. Andrea começa um luto profundo pela morte de sua irmã, e Dale proporciona conforto a ela. Após a morte de Shane, Dale revela que ele sabia o tempo todo que algo estava acontecendo entre ele e Lori, e que ele era um dos poucos antes da chegada de Rick que queria mudar o rumo do grupo. Shane tinha recusado e Dale apenas seguiu-o, devido ao fato dele ser um "homem da lei".
Depois de enterrarem Shane, os sobreviventes partem na RV de Dale para longe de Atlanta, em uma tentativa de encontrar um lugar seguro. No caminho, eles encontram Tyreese e seu grupo, ao tentar mover um carro para fora da estrada para a RV poder passar. Na noite seguinte, Lori revela para o acampamento que está grávida, o que alarma Dale, que suspeita que a criança possa ser de Shane. Rick suspeita o mesmo, mas não quer pensar dessa forma naquele momento. Certa noite, Dale é flagrado por Donna fazendo sexo com Andrea, quando o grupo para em um lugar seguro para repousar. Os sobreviventes permanecem em busca de um lugar seguro até Otis atirar acidentalmente Carl, e eles acabam indo parar na fazenda de Hershel Greene, sob a imposição de que eles são capazes de permanecer por tempo determinado. Durante a sua estada, Dale tenta convencer Andrea que ele aceitou a morte de sua esposa e quer dedicar seu tempo a ela de agora em diante.
Depois que o grupo é forçado a deixar a fazenda para trás, quando esta é invadida por zumbis, eles descobrem uma prisão. Depois que o grupo se instala na prisão, Dale é atribuído a várias tarefas, desde a patrulhar a área a trabalhar na reparação das cercas. Ele começa a pensar que Andrea não vai amá-lo, devido à sua idade, mas ela reafirma que sempre vai querer estar com ele. Mais tarde, Dale começa a temer que alguém possa descobrir a prisão e tentar atacá-la ou tomá-la, e começa a contemplar a possibilidade de ficar ou sair. Andrea afirma que ela vai para onde ele for. Eventualmente, Dale auxilia Rick na busca por alimentos, assim como passa a vigiar todos, incluindo as crianças de Allen, Ben e Billy, enquanto seu pai está em coma. Depois de presenciar várias situações dramáticas e se desdobrar dentro do grupo, Dale forma um comitê de liderança com Tyreese e Hershel. O comitê substitui Rick enquanto líder, devido à sua fraca liderança. Dale e Andrea acabam se transformado nos pais adotivos dos irmãos gêmeos Billy e Ben, quando seus verdadeiros pais, Allen e Donna, morrem
Quando Lori entra em trabalho de parto, Dale e Billy tentam manter o gerador de energia funcionando, afim de reabastecer o gerador. Durante esta tarefa, Dale é mordido por um zumbi e por pouco não morre, sendo resgatado por colegas da prisão. Ele tem sua perna amputada para que ele não se torne um zumbi. Como a paz e a estabilidade retornam à prisão, Dale começa a suspeitar que Andrea está tendo um caso amoroso com Tyreese, devido à sua idade juvenil e a capacidade de usar a perna direita. A perna que falta em Dale é substituída por uma estaca de madeira, graças aos esforços de Andrea e Tyreese.  Depois de ter sua perna substituída, Dale informa a Andrea que ela pode deixá-lo e ficar com Tyreese, mas ela garante que sempre vai amá-lo. Mais tarde, naquele mesmo dia, a paz termina com a chegada de O Governador e os cidadãos de Woodbury. Dale e Andrea juram proteger os gêmeos, não importa o que aconteça. Durante o ataque, Dale e Andrea, ferida, fogem para fora da prisão acompanhados pelo casal Glenn e Maggie Greene e de Sophia Peletier, a fim de proteger Billy e Ben.
Dale, Andrea, Glenn, Maggie, Sophia e os gêmeos se mudam de volta para a fazenda de Hershel, onde Dale pretende viver o resto de sua vida em paz. Sua desconfiança de Rick está em seu pico. A chegada de três estranhos, Abraham Ford, Rosita Espinosa e Eugene Porter, o leva a segui-los, na esperança de chegar a Washington, DC. Infelizmente, a tragédia atinge mais uma vez o grupo quando Ben assassina Billy e Carl atira em Ben como forma de retaliação. Distraído pela dor, Dale deixa seu lado protetor para baixo durante um ataque de zumbis e é mordido. Ele esconde sua ferida para proteger Andrea de mais uma dor. Quando a noite aparece, ele sai da van e desaparece na floresta, apenas para ser sequestrado pelos misteriosos Caçadores. Quando Dale desperta, Chris se apresenta e diz a Dale que eles estão comendo ele pedaço por pedaço. No entanto, Dale começa a rir, sabendo que já está infectado e espera passar a doença para os Caçadores. Furiosos, os caçadores espancam-no e tentam induzir o vômito. Eles, então, deixam o corpo inconsciente de Dale na frente da igreja de Gabriel, para usá-lo como isca.
Dale é levado para a igreja pelos outros sobreviventes. Enquanto está morrendo em uma cama, Dale explica sua razão para esconder sua mordida de Andrea e faz as pazes com Rick, agradecendo-lhe. Dale admite que é fácil para o grupo culpar Rick pelas muitas das mortes que ocorreram, e diz que eles também tiveram a culpa por estarem vivos. À noite, Dale morre e Andrea atira em sua cabeça para evitar que ele se torne um zumbi. Mais tarde, quando os sobreviventes queimam seu corpo na frente da igreja, Rick relembra Dale com carinho e admite que Dale era o mais forte de todos eles, por se apegar a sua humanidade até o fim.
A morte de Dale causa um impacto forte e significativo em Andrea, e ela passa a usar o chapéu de Dale em sua memória. A dor que ela carrega a leva ao ponto de conversar com o chapéu, na tentativa de alcançá-lo em uma vida após a morte. No entanto, ela percebe que sua presença não está com ela. Sua dor continuou e, eventualmente, a coloca nos braços de Rick.

### Série de TV

Dale Horvath como retratado na série de televisão por Jeffrey DeMunn.

#### Primeira temporada
Dale tinha planejado passar sua velhice viajando pelo país com sua esposa Irma Horvath em seu trailer, mas ela morreu de câncer. Viajando por conta própria, ele se depara com as duas irmãs Andrea e Amy, durante o surto, e elas o acompanham. Com o tempo, ele começa a se preocupar muito com as jovens, criando um forte laço de amizade com elas. Ao longo da primeira temporada, Dale é mostrado como um homem inteligente, vigilante e atento à dinâmica de mudança dos demais sobreviventes. Ele também fornece ao grupo uma variedade de conveniências modernas em seu trailer para tornar a  situação mais suportável, (como chuveiro, livros, pratos e talheres). Dale aparece pela primeira vez no episódio Days Gone Bye na estréia da série, onde ele é mostrado com Amy no acampamento dos sobreviventes fora Atlanta, quanto ele tenta se comunicar com Rick através do rádio.
No episódio Guts, Dale vigia o acampamento sobre o telhado de seu trailer enquanto Lori e Carl procuram por comida, logo após eles recebem uma chamada de rádio de T-Dog e do resto do grupo, em Atlanta. No episódio Tell It to the Frogs, Dale cumprimenta Rick e os demais sobreviventes que retornam ao acampamento e pede para Glenn deixar o carro que ele roubou ser desmontado. No episódio Vatos, enquanto Dale vigia, ele percebe que Jim está um pouco perturbado e cavando covas inexplicavelmente, o que o leva a chamar Shane, Lori e o resto do pessoal para conversarem com Jim. Jim não pode explicar o porquê dele estar cavando, mas diz que foi por causa de um sonho que ele teve. Mais tarde, o acampamento é atacado por zumbis, e Amy está entre os membros do acampamento mortos. Jim então relembra seu sonho e porque ele cavou os buracos. Dale tenta confortar Andrea após a morte de sua irmã, dizendo-a o quanto significava para ele cuidar das duas. Mais tarde Dale flagra Rick sobre a mira da arma de Shane, e acredita ser por os dois amarem Lori, porém ele não diz nada a ninguém.
O grupo decide viajar pro CDC para tentar salvar Jim (que também foi mordido), mas a mangueira do radiador do trailer de Dale se rompe ao longo do caminho, e Jim é deixado para trás a seu pedido. No episódio TS-19, eles encontram uma relativa estabilidade no CDC por um breve período, até descobrirem que o edifício está conectado a um cronômetro, que irá detonar tudo quando os geradores se desligarem. Dale está disposto a ficar para trás com Andrea e morrer com ela quando ela se recusa a ir embora, mas no último segundo ela decide ir para não ter a morte de Dale em suas mãos. Jacqui e Dr. Jenner morrem.

#### Segunda temporada
Na estréia da segunda temporada, no episódio What Lies Ahead, Dale está muito preocupado com o bem-estar de Andrea após sua tentativa de suicídio, e recusa a dar a ela sua arma de volta. Ao mesmo tempo, ele está profundamente investido na busca de Sophia (filha de Carol), e ele mente para o grupo que seu trailer está quebrado (o que faz com que todos procurem pela garota). No episódio Bloodletting, Dale acredita que T-Dog contraiu uma infecção no sangue por causa de um ferimento, e procura antibióticos para o ajudar; Daryl eventualmente traz alguns remédios para eles que Merle tinha em seu estoque de drogas. No episódio Save the Last One, Andrea revela a Dale que suas tendências suicidas diminuíram e diz a ele que ela não é sua filha, sua esposa, e também não é seu problema, o que o deixa chateado e faz ele devolve a ela a sua arma.
No episódio Cherokee Rose, Dale e o resto do grupo chegam na fazenda de Hershel, e montam acampamento lá. Ele ajuda o grupo a tentar retirar um zumbi de um poço, mas a tentativa não é bem sucedida. No episódio Chupacabra, Andrea confunde Daryl com um zumbi, e atira e o machuca, apesar dos avisos de Dale. No episódio Secrets, a desconfiança de Dale sobre Shane começa a crescer, e ele percebe cada vez mais o comportamento imprudente do mesmo e a influência perigosa que ele está colocando no grupo (mais notavelmente em Andrea). Dale intão confronta Shane, mas ele o ameaça. No episódio Pretty Much Dead Already, Dale tenta esconder as armas do grupo, mas Shane as encontra no pântano e as recupera, apesar de o rifle de Dale estar mirando no peito de Shane. Voltando para a fazenda com as armas, Shane abre o celeiro que Hershel estava escondendo os zumbis, e faz o resto do grupo matá-los, e então eles descobrem que Sophia tinha se transformado e foi posta lá dentro.
No episódio Nebraska, Dale mantém um olho em Shane, e conta para Lori sobre suas suspeitas de que Shane matou Otis. No episódio Triggerfinger, Dale diz a Andrea que ele sente que Shane é perigoso, mas ela não acredita nele. No episódio Judge, Jury, Executioner, Dale coloca seus problemas com Shane de lado quando se trata de lidar com o destino de uma pessoa de fora. Apesar dos esforços para não deixar o grupo assassinar o forasteiro, ele é voto vencido, pois somente Andrea fica ao seu lado, o que o deixa revoltado com a mentalidade da "sobrevivência do mais forte" que o grupo tem. Durante a noite, ele anda ao redor da fazenda quando é pego e estripado por um zumbi. Em grande dor e mortalmente ferido, ele é baleado na cabeça por Daryl como um assassinato de misericórdia - uma ação que Dale parece aprovar, quando ele levanta a cabeça para a arma de Daryl.

## Desenvolvimento e recepção

### Caracterização e críticas
Jeffrey DeMunn é escolhido para fazer Dale em 2010 e logo iniciou as gravações para primeira temporada de The Walking Dead. DeMunn apareceu em quase todos os filmes de Frank Darabont quando ele foi selecionado como membro do elenco. Leonard Pierce do The A.V. Club em sua crítica de "Guts", observa que o RV de Dale "forma o centro das atividades do grupo". Pierce observa em sua resenha de "Tell It to the Frogs" que no acampamento "o nível de tensão é óbvio; apenas Dale é algo como uma voz de sabedoria, enquanto pequenas coisas como o brilho de um incêndio podem desencadear um confronto que nunca chega ao nível de grito, mas tem assassinato por baixo". John Serba, da Grand Rapids Press, em sua crítica para "Vatos" chamou de "profundo" o discurso profundo de Dale na fogueira, sobre a importância de por que ele mantém faixa do tempo, parafraseando Faulkner, uma das partes mais memoráveis do episódio. Em sua resenha de "Wildfire", Leonard Pierce fala sobre a cena em que Dale vê Shane apontando seu rifle para Rick, comentando que "o quanto Dale vê e o quanto ele perde a confiança nele por causa disso, é uma questão desagradável e incerta". Pierce, em sua análise do final da primeira temporada "TS-19", comentou que "Suponho que você poderia argumentar que a relação entre Dale e Andrea se aprofundou também, mas foi tão rápido que parecia um pouco superficial". Alan Sepinwall da HitFix descreveu as performances de Jeffrey DeMunn e Laurie Holden como "ótimas" durante a cena em que Dale encontrou uma maneira de convencer Andrea a não desistir e morrer. No entanto, ele notou que enquanto Dale ficou com Andrea, "nenhum esforço foi feito por Jacqui, que nunca teve nenhum desenvolvimento de personagem e estava lá principalmente para que alguém do grupo pudesse morrer com Jenner".
Frank Darabont, que deixou a série antes da segunda temporada, planejou originalmente para a estréia da segunda temporada incluir um flashback que descreve como Dale conheceu Andrea e Amy. Hank Stuever do The Washington Post, em sua crítica da estreia da segunda temporada "What Lies Ahead", cita a demora de Dale em dizer ao grupo que consertou o radiador do trailer para mantê-los concentrados em encontrar Sophia como um exemplo do que é cerne da série: "o mundo está destruído, e cada episódio parece que está evitando a morte inevitável de todos". Zack Handlen do A.V. Club classificou a revelação de que Dale estava fingindo trabalhar no trailer "ótimo, porque é uma reviravolta que se encaixa bem com seu personagem, e também o torna mais simpático".. Handlen considerou a cena com Andrea confrontando Dale sobre suas ações no CDC "uma cena boa e substancial para os dois. Andrea ainda deseja ter tido permissão para morrer, e Dale (que provavelmente é o melhor personagem do programa neste momento) se recusa a deixar qualquer pessoa morrer se puder evitar. É um argumento que não nos diz que lado escolher e dá a Andrea alguns argumentos fortes, argumentos que continuarão a ser problemas para todos os personagens da série: Vale realmente a pena permanecer vivo neste tipo de inferno?" Scott Meslow do The Atlantic em sua crítica de "Bloodletting" reclamou do confronto irritante e repetitivo entre Andrea e Dale sobre a recusa de Dale em deixar Andrea cometer suicídio: "Os dois personagens discutiram e discutiram, dizendo as mesmas coisas - Eu salvei sua vida 'versus' foi minha escolha fazer - de quatro ou cinco maneiras diferentes." Enquanto isso, Catherine Gee do The Daily Telegraph congratulou-se com a introdução de Hershel, o "novo, velho e sábio camarada Hershel (o veterinário) para rivalizar com nosso velho e sábio camarada Dale". O jornalista do The Baltimore Sun, Andrew Conrad, comentou em sua resenha de "Save the Last One" que a relação entre Dale e Andrea "continua a se desenrolar como a de um pai autoritário e sua filha adolescente fria". Em sua crítica de "Cherokee Rose", Conrad identifica o "melhor abraço" como ocorrendo quando Rick se reúne com Dale, chamando-o de "O Babe Ruth dos abraços". Darren Franich, da Entertainment Weekly, apontou uma falha no raciocínio de Dale de que o grupo precisava remover o zumbi do poço sem contaminar a água: "Não tenho certeza de como alguns meses de carne de zumbi pustulosa e cheia de feridas não teriam contaminado a água, mas suponho que você pode simplesmente fervê-la".
No episódio "Judge, Jury, Executioner" aborda a morte de Dale, que é atacado e aberto por um caminhante. Já que o escritor Robert Kirkman sentiu que Dale simbolizava um personagem de moralidade e humanidade, muito de "Judge, Jury, Executioner" explora temas relacionados ao declínio da moralidade de indivíduos durante um evento catastrófico. Kirkman proclamou que a morte de Dale foi uma ocasião importante, marcando um ponto de viragem para o desenvolvimento futuro de The Walking Dead. “O personagem de Dale tem sido o coração e a alma do show”, ele repetiu. "Ele é definitivamente a bússola moral. Ele é o cara que, mais do que ninguém, tem alertado as pessoas para serem cuidadosas em como você deixa este mundo mudar você e monitorando até que ponto as pessoas vão sobreviver. A perda dele vai significar muito para todos os personagens da série e definitivamente representará uma virada para um espaço mais sombrio. Sua morte significa muito". Kirkman acrescentou que foi difícil liberar DeMunn do elenco. Ele declarou: "É de partir o coração perder Jeffrey DeMunn. Ele realmente nos deu muito, essas duas últimas temporadas do programa. Tem sido incrível trabalhar com ele e conhecê-lo, ele é um cara incrível e com certeza vamos saudades dele".
No entanto, em uma entrevista de 2018 para o The Plain Dealer, DeMunn afirmou que ele pediu que Dale fosse morto, após a decisão da AMC de demitir Frank Darabont do programa. DeMunn se tornou amigo de Darabont depois de ser escalado para os filmes anteriores de Darabont. DeMunn declarou: "Fiquei furioso com a forma como Frank foi expulso do programa. Passei uma semana sem conseguir respirar fundo. E então percebi: 'Oh, posso desistir.' Liguei para eles e disse: 'É um programa de zumbis. Me mate. Não quero mais fazer isso'. Foi um imenso alívio para mim."